# Fred Sersen
Fred Sersen, rodným jménem Ferdinand Sršeň (25. února 1890 Předměstí Veselí – 11. prosince 1962 Los Angeles) byl americký tvůrce filmových efektů a malíř českého původu.

## Život a dílo
Ferdinand Sršeň se narodil v rodině kloboučnického tovaryše v roce 1890. V roce 1907 emigroval do Spojených států, kde svoje jméno pozměnil na Fred M. Sersen z důvodu snazší výslovnosti. Pracoval v Pittsburghu v továrně, v Tennessee v měděných dolech a na farmě v Minnesotě. V roce 1909 začal studovat uměleckou akademii v Los Angeles a později Akademii umění v Portlandu, kde se seznámil se svou budoucí manželkou. Vzali se v roce 1914 a přestěhovali se do San Francisca, kde Fred získal zakázku na nástěnné malby pro výstavní expozici kanadské vlády. Pokračoval ve studiu na Mark Hopkins Institute, maloval panoramatické obrazy San Francisca a pak pracoval jako aranžér ve společnosti Barker Brothers v Hollywoodu.
V roce 1918 začal pracovat pro 20th Century Fox, kde se později stal vedoucím oddělení speciálních efektů. Obdržel osm nominací a dvakrát Cenu Akademie (Oscara) za vizuální efekty. Maloval rovněž obrazy (akvarely a oleje), které vystavoval, a byl členem Kalifornské společnosti akvarelistů.

## Ocenění
- Cena Akademie za vizuální efekty ve filmu Když nastaly deště... (1939)[3]
- Nominace na Cenu Akademie za vizuální efekty ve filmu The Blue Bird (1940)[4]
- Nominace na Cenu Akademie za vizuální efekty ve filmu A Yank in the R.A.F. (1941)[5]
- Nominace na Cenu Akademie za vizuální efekty ve filmu The Black Swan (1942)[6]
- Cena Akademie za vizuální efekty ve filmu Crash Dive (1943)[7]
- Nominace na Cenu Akademie za vizuální efekty ve filmu Wilson (1944)[8]
- Nominace na Cenu Akademie za vizuální efekty ve filmu Captain Eddie (1946)[9]
- Nominace na Cenu Akademie za vizuální efekty ve filmu  Deep Waters (1948)[10]